# Kore (banda)
Kore é uma banda de rock francesa que canta em Esperanto. É formada por Mark e Kris Spitzer, Ricardo Guinée, Stéfan Rama, Luk Baudet e Erik Mouton. Recentemente lançou o álbum Kia Viv' , com destaque para a canção Pasanta Pasio que pode ser baixada em formato .mp3 do site da banda.

## Discografia
- Kia viv'  (2000) 
  1. La Testo
  2. Jxaluzo
  3. Sen gxu'
  4. Vivo-Riske
  5. La songxoj
  6. Pasanta Pasio
  7. Malkonsento

- Tielas Vivo (2007)
  1. Nova sxanco
  2. Karulino
  3. Laux mi
  4. Promeso via
  5. La festo
  6. Muzik’ 
  7. Pro mi
  8. Stelo
  9. Tielas vivo
  10. Ni kusxas cxe ni
  11. Mi brilu plu
  12. Bonan vojagxon
  13. Pro lucifer’ 
  14. Drag queen
  15. Jen la provoso
  16. Nova viv’ 
  17. Spegulo
  18. Promeso via
  19. Mi brilu plu